# Iratos hajdúk

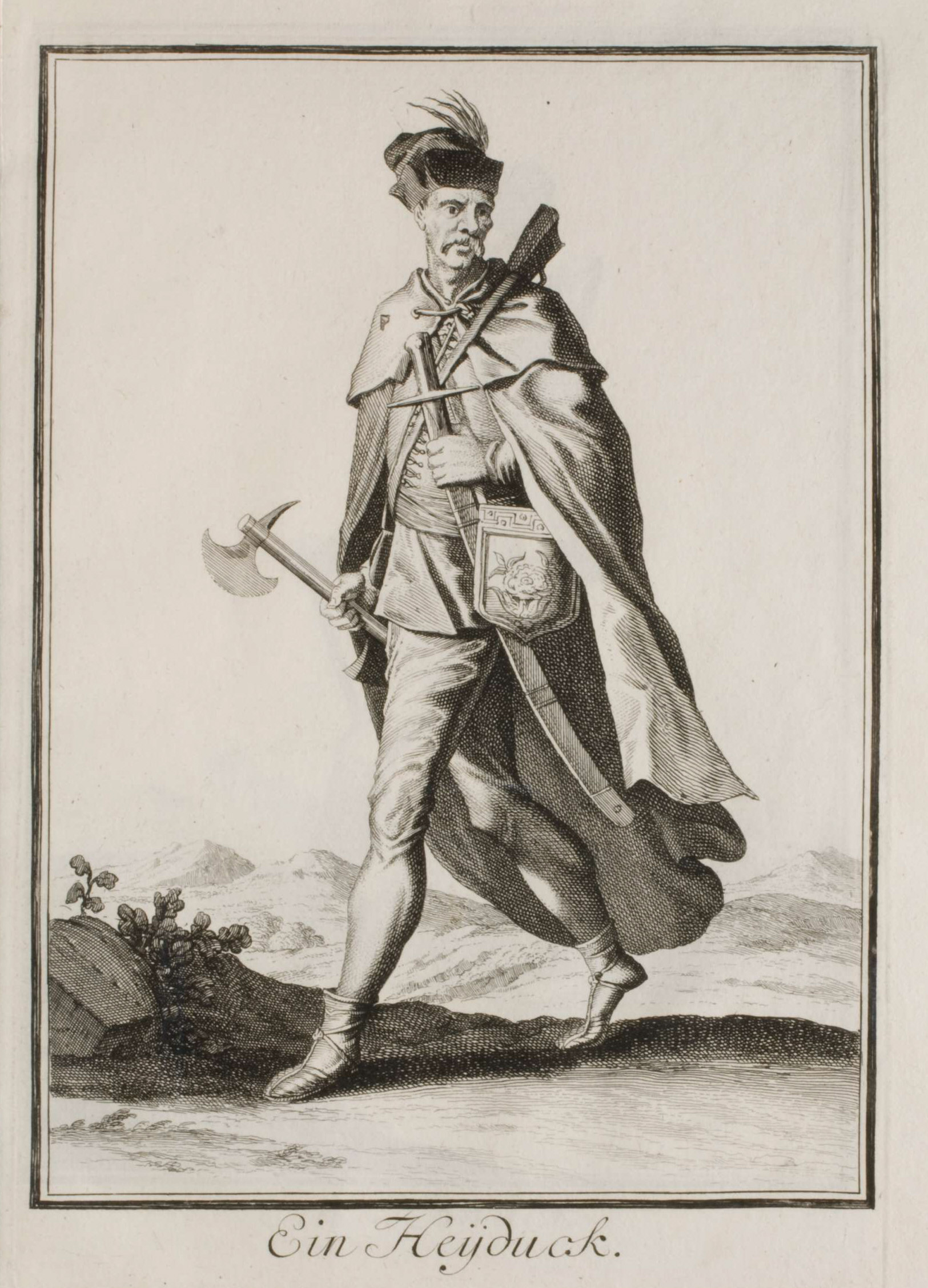
Magyar hajdú, 1703

Az iratos katonák, hajdúk a királyi végvárakban szolgálatot teljesítő magyar gyalogos katonák.

## Elnevezésük
Elnevezésük onnan származik, hogy a fizetésüket megelőző mustra (személyük, lovaik, fegyvereik és felszereléseik megszemlélése) során nevüket és a tisztségükért járó fizetés összegét beírták egy füzetbe, az úgynevezett mustralajstromba. Havi fizetésük két magyar forint volt.

## Idézet
...Az fölötte való nagy fizetlenség végett, Császár Urunk Őfelsége iratos fizetésén levő iratos katonái, és hajdu szóknak és az Török birodalomba alá mennek, mely dolog mind az végházaknak, mindpedig országunknak melly nagy fogyatkozásra legyen, Nagyságod meggondolhatja. Holott az közülünk kiszökő katonák és hajduk ruhátalan, fegyvertelen, lovatlan és erőtlen voltunkat az pogányságnak előbeszélhetik, azhonnan az ellenségnek szive bátorodik...